# Japanse kampioenschappen schaatsen afstanden 2019 - 500 meter mannen
De 500 meter mannen op de Japanse kampioenschappen schaatsen afstanden 2019 werd gereden op vrijdag 26 oktober 2018 in het ijsstadion M-Wave in Nagano.

## Statistieken
| #      | Schaatser           | Tijd      |
| ------ | ------------------- | --------- |
| Goud   | Tatsuya Shinhama    | 34,76 PR  |
| Zilver | Yuma Murakami       | 34,832    |
| Brons  | Masaya Yamada       | 34,837 PR |
| 4      | Tsubasa Hasegawa    | 34,84     |
| 5      | Ryohei Haga         | 34,87     |
| 6      | Daichi Yamanaka     | 35,02     |
| 7      | Yuya Oikawa         | 35,07     |
| 8      | Eikichi Sakamoto    | 35,16     |
| 9      | Tsukasa Oowada      | 35,28     |
| 10     | Junya Miwa          | 35,29     |
| 11     | Yamato Matsui       | 35,37     |
| 12     | Yuuto Fujino        | 35,39 PR  |
| 13     | Kouki Kubo          | 35,50     |
| 14     | Shunsuke Nakamura   | 35,55     |
| 15     | Torai Ishikawa      | 35,59     |
| 16     | Keigo Abe           | 35,64 PR  |
| 17     | Itsushi Tsujimoto   | 35,76     |
| 18     | Takuya Goto         | 35,83     |
| 19     | Takuma Kawame       | 35,95     |
| 20     | Katsuhiro Kuratsubo | 35,99     |
| 21     | Yuuma Uehara        | 36,02     |
| 22     | Takuya Morimoto     | 36,15     |
| 23     | Rio Iwasa           | 36,45     |
| 24     | Kazuya Anbo         | 36,581    |
| 25     | Wataru Morishige    | 36,588    |
| 26     | Kyouhei Mukoyama    | 37,05     |
| 27     | Yuudai Yamamoto     | 37,18 PR  |

| Rit       | Baan   | Schaatser           | Tijd (rang) |
| --------- | ------ | ------------------- | ----------- |
| B-divisie |        |                     |             |
| 1         | Binnen | Yuudai Yamamoto     | 37,18 (27)  |
| 1         | Buiten |                     |             |
| 2         | Binnen | Kyouhei Mukoyama    | 37,05 (26)  |
| 2         | Buiten | Kazuya Anbo         | 36,581 (24) |
| 3         | Binnen | Junya Miwa          | 35,29 (10)  |
| 3         | Buiten | Katsuhiro Kuratsubo | 35,99 (20)  |
| A-divisie |        |                     |             |
| 4         | Binnen | Wataru Morishige    | 36,588 (25) |
| 4         | Buiten | Rio Iwasa           | 36,45 (23)  |
| 5         | Binnen | Takuya Morimoto     | 36,15 (22)  |
| 5         | Buiten | Kouki Kubo          | 35,50 (13)  |
| 6         | Binnen | Yuuto Fujino        | 35,39 (12)  |
| 6         | Buiten | Keigo Abe           | 35,64 (16)  |
| 7         | Binnen | Itsushi Tsujimoto   | 35,76 (17)  |
| 7         | Buiten | Yuuma Uehara        | 36,02 (21)  |
| 8         | Binnen | Torai Ishikawa      | 35,59 (15)  |
| 8         | Buiten | Takuma Kawame       | 35,95 (19)  |
| 9         | Binnen | Masaya Yamada       | 34,837 (3)  |
| 9         | Buiten | Yuya Oikawa         | 35,07 (7)   |
| 10        | Binnen | Shunsuke Nakamura   | 35,55 (14)  |
| 10        | Buiten | Takuya Goto         | 35,83 (18)  |
| 11        | Binnen | Torai Ishikawa      | 34,87 (5)   |
| 11        | Buiten | Yamato Matsui       | 35,37 (11)  |
| 12        | Binnen | Eikichi Sakamoto    | 35,16 (8)   |
| 12        | Buiten | Tsukasa Oowada      | 35,28 (9)   |
| 13        | Binnen | Yuma Murakami       | 34,832 (2)  |
| 13        | Buiten | Tatsuya Shinhama    | 34,76 (1)   |
| 14        | Binnen | Tsubasa Hasegawa    | 34,84 (4)   |
| 14        | Buiten | Daichi Yamanaka     | 35,02 (6)   |

## Wereldbekerkwalificatie
De volgende rijders hebben zich gekwalificeerd voor de wereldbekers:
| #      | Schaatser        | 1. Obihiro | 2. Tomakomai | 3. Tomaszów Mazowiecki | 4. Heerenveen |
| ------ | ---------------- | ---------- | ------------ | ---------------------- | ------------- |
| 1      | Tatsuya Shinhama | X          | X            | X                      | X             |
| 2      | Yuma Murakami    | X          | X            | X                      | X             |
| 3      | Masaya Yamada    | X          | X            | X                      | X             |
| 4      | Tsubasa Hasegawa | X          | X            | X                      | X             |
| 5      | Ryohei Haga      | X          | X            |                        |               |
| Totaal | Totaal           | 5          | 5            | 4                      | 4             |

## IJs- en klimaatcondities
|                  |         | Start   | Eind |
| ---------------- | ------- | ------- | ---- |
| Tijd             | 12:05   | 14:27   |      |
| Paar             | 1       | 14      |      |
| Luchttemperatuur | 14,0°C  | 14,4°C  |      |
| IJstemperatuur   | -4,0°C  | -4,0°C  |      |
| Luchtvochtigheid | 62%     | 59%     |      |
| Luchtdruk        | 977 hPa | 975 hPa |      |